# Opera (film)
Opera – włoski thriller z 1987 roku w reżyserii Daria Argenta.

## Fabuła
Betty, młoda śpiewaczka operowa, dostaje swoją wielką szansę na skutek wypadku samochodowego innej śpiewaczki. Pomimo przesądów mówiących, że osoba grająca Lady Makbet jest skazana na nieszczęście, Betty zgadza się zagrać tę rolę. W ten sposób staje się celem psychopatycznego mordercy.

## Obsada
- Cristina Marsillach jako Betty
- Ian Charleson jako Marco
- Urbano Barberini jako inspektor Alan Santini
- Daria Nicolodi jako Mira
- Coralina Cataldi-Tjakosoni jako Giulia
- Antonella Vitale jako Marion
- William McNamara jako Stefano
- Barbara Cupisti jako pani Albertini